# 5613 Donskoj
Az 5613 Donskoj (ideiglenes jelöléssel 1976 YP1) a Naprendszer kisbolygóövében található aszteroida. Ljudmila Ivanovna Csernih fedezte fel 1976. december 16-án.